# Hardinsburg, Kentucky
Hardinsburg är en ort i Breckinridge County, Kentucky, USA. År 2010 hade orten 2 343 invånare. Den har enligt United States Census Bureau en area på 9,2 km², varav 0,2 km² är vatten.
Hardinsburg är administrativ huvudort (county seat) i Breckinridge County.

## Kända personer från Hardinsburg
- Percy Beard, friidrottare
- Ralph Beard, basketspelare